# Dekanat staromiejski
Dekanat staromiejski – jeden z 25 dekanatów rzymskokatolickich archidiecezji warszawskiej wchodzącej w skład metropolii warszawskiej. W skład dekanatu wchodzą 4 parafie: 
- Parafia Archikatedralna św. Jana Chrzciciela w Warszawie
- Parafia Nawiedzenia Najświętszej Maryi Panny w Warszawie
- Parafia Narodzenia Najświętszej Maryi Panny na Lesznie – na Lesznie
- Parafia Świętego Krzyża w Warszawie – na Trakcie Królewskim.

Do końca 2013 r. do dekanatu należała również (zniesiona) parafia św. Jana Bożego w Warszawie.